# Fåfängans fyrverkeri
Fåfängans fyrverkeri (originaltitel: The Bonfire of the Vanities) är en roman från 1987 av Tom Wolfe. Romanen kom ut i Sverige år 1988.

## Historia
En tidig version av romanen publicerades först i 27 delar år 1984 i tidningen Rolling Stone efter att Tom Wolfe visat ett förslag för tidningen i Charles Dickens anda.
Fåfängans fyrverkeri är Wolfes första roman, då han tidigare endast skrivit journalistiska artiklar. Romanens titel kommer från den historiska händelsen i den italienska staden Florens år 1497 vid namn falò delle vanità, då man brände olika saker, som kosmetika, böcker och konst, som symboler för synd. Titeln är också en referens till 1980-talets fåfänga, speciellt i den amerikanska staden New York. Wolfe ville med romanen försöka fånga 1980-talets Wall Street i New York, där ekonomisk framgång och girighet stod i centrum. Samtidigt fanns stigande kriminalitet och ökad rasism i staden. Flera fall uppmärksammades vid denna tid, bland annat Bernhard Goetz, som blev något av en folkhjälte då han sköt mot en grupp svarta män som försökte råna honom.
När boken publicerades blev den både en bästsäljare och hyllad av kritikerna. Då boken släpptes diskuterades vilt om vilka karaktärerna i boken var baserade på. Wolfe har dock endast sagt att McCoys advokat, Killian, är baserad på New York-advokaten Edward W. Hayes.

## Handling
Den rike aktiehandlaren Sherman McCoy och hans älskarinna Maria Ruskin kör fel och hamnar i New York-stadsdelen Bronx. Två svarta män närmar sig och McCoy, som tror att de två männen vill illa, slår till en av männen. Peter Fallow, en alkoholiserad journalist som sett sina bästa dagar, skriver en serie artiklar om en svart ung man som ska ha blivit överkörd av en rik vit man, som sedan flytt från platsen. McCoy följer en religiös politisk man från stadsdelen Harlem, vid namn Bacon. Fallows artiklar skapar en aggressiv stämning. Åklagaren i Bronx, Abe Weiss, påverkad av media, arresterar McCoy då bevis pekar på att McCoys bil liknar den som den rika vita mannen använt. När McCoy släpps mot borgen, efter ett misslyckande av åklagare Kramer, som försökt imponera på en attraktiv kvinnlig kollega och Kramers chef, möts McCoy av protesterande människor utanför sitt hem på Park Avenue. Fallow hör ett rykte om att det var Ruskin som körde, men hon har flytt landet. Fallow beslutar sig för att söka vidare på spåret genom att intervjua Maria Ruskins äkta man, Arthur, under täckmanteln att det handlar om en intervju om de rika och berömda. Under intervjun avlider dock Arthur. Maria återvänder för begravningen, och får ett förslag av Kramer om att vittna mot McCoy. McCoys advokat, Killian, anlitar en detektiv, som upptäcker en inspelning som motsäger Marias vittnesmål.

## Filmatisering
1990 kom en film baserad på romanen, med samma titel, i regi av Brian De Palma, med Tom Hanks, Bruce Willis och Melanie Griffith i huvudrollerna.

## Svenska utgåvor
- Wolfe, Tom; Pettersson, Gunnar (1988). Fåfängans fyrverkeri: [roman]. Stockholm: Norstedt. Libris 7154866. ISBN 91-1-881082-9
- Wolfe, Tom; Pettersson, Gunnar (1989). Fåfängans fyrverkeri: [roman] ([Ny utg.]). Stockholm: Norstedt. Libris 7155142. ISBN 91-1-891381-4
- Wolfe, Tom; Pettersson, Gunnar (1990). Fåfängans fyrverkeri. MånPocket, 99-0184541-6 ([Ny utg.]). Stockholm: MånPocket. Libris 7654489. ISBN 91-7642-560-6